# ウルトラマンVS仮面ライダー
ウルトラマンVS仮面ライダー
- 『ウルトラマン対仮面ライダー』は、1993年に発売された池田憲章と高橋信之による著書（文藝春秋、ISBN 4-16-347170-7）。2001年には文庫化された（文春文庫、ISBN 4-16-766005-9）。
- 『決定版! CDツインパック ウルトラマンVS仮面ライダー』は、1998年2月21日に発売されたウルトラシリーズと仮面ライダーシリーズの主題歌集CD。
- 『スーパーバトル ウルトラマンVS仮面ライダー』は、1993年7月21日に発売された特撮オリジナルビデオ。本項目にて詳述。

- ウルトラシリーズ > ウルトラマンVS仮面ライダー
- 仮面ライダーシリーズ > ウルトラマンVS仮面ライダー

『スーパーバトル ウルトラマンVS仮面ライダー』（スーパーバトル ウルトラマン たい かめんライダー）は、1993年7月21日に発売された特撮オリジナルビデオ。

## 概要
ウルトラマンと仮面ライダーという、制作会社が異なる作品がコラボレーション（クロスオーバー）することは従来では考えられなかったが、1990年代前半においてはテレビシリーズは両シリーズとも休止中であったものの、映画やビデオ作品として久々に新作が発表されるなどの新たなムーブメントが起きつつあった。さらに、円谷プロダクション側が東映の競合企業である東宝の傘下から離脱（資本関係の解消）していた。そのような状況下でバンダイビジュアルが制作を手掛けた本作品は、円谷プロと東映上層部の密談によって約束された超法規的決断によるものでそれぞれの作品の権利者である円谷プロと東映が複雑な権利関係をクリアするため、再発売およびテレビ放送しない前提で同意した。そして、両シリーズ歴代作品の名場面を使用した比較紹介やスタッフや出演者へのインタビューに加え、完全新作の短編ドラマが収録されるに至った。
演出は雨宮慶太が、ナレーションは『ウルトラマン』の浦野光と『仮面ライダー』の中江真司が交互に担当した。現場スタッフは制作が始まってから作品の全貌を知ることとなった。本作品オリジナルの主題歌・挿入歌も1曲ずつ作られており、前者は両雄の活躍を称え、後者はすべてのヒーローものに共通するテーマを影山ヒロノブが唄っている。本作品と同時期には、子供向けに内容を変更したSVS（スーパー・ビデオ・セレクション）シリーズとして『ウルトラマン』と『仮面ライダー』のそれぞれのパートのみを収録した『ウルトラマン編』、『仮面ライダー編』も発売された（ナレーションなどは変更されている）。
前述のように制作当時は再発売などはされない前提だったが、2011年にウルトラマン誕生45周年と仮面ライダーシリーズ40周年を記念し、18年ぶりにバンダイビジュアルによって一部に再編集を施したBD/DVDが発売された。映像特典として制作当時に実現できずにいた黒部と藤岡の対談や、彼らが登壇した記者会見の模様が収録されている（インタビュー制作と発売権利は、円谷プロによるもの）。また、2013年10月6日にはCS放送局の東映チャンネルにて、短編ドラマ部分のみであるが、初めて本作品のテレビ放送が行われた。

## あらすじ
ショッカー中近東支部から送られた怪人毒サソリ男が「東京ズタズタ作戦」で大地震を起こしたことにより、地下で眠っていた古代怪獣ガドラスが目覚め、街の危機にウルトラマン（Cタイプ）と仮面ライダー1号（新1号）が登場し、それぞれ立ち向かう。追い詰められた毒サソリ男とガドラスが互いの力を吸収し合って合体獣サソリガドラスとなったのに対し、ウルトラマンと同サイズに巨大化した仮面ライダー1号がタッグを組んで戦う。
放映当時の映像をCGで合成した両ヒーローの同時変身シーンや、飛行するウルトラマンの眼下をサイクロン号で疾走する仮面ライダー1号、それぞれの得意技を連携させる2大ヒーロー、と各自の特徴を比べつつ際立たせる演出がなされており、カラータイマーの点滅やサイクロン号による大ジャンプなど、「お約束」も再現されている。

## 登場怪獣・怪人
毒サソリ男
ショッカー中近東支部から送られた怪人。「東京ズタズタ作戦」を実行し、大地震を起こす。武器はサソリの鋏と口から吐く毒ガス。

古代怪獣 ガドラス
毒サソリ男が起こした「東京ズタズタ作戦」の影響で復活した怪獣。殺戮と破壊のみが目的で、スペシウム光線をも耐える防御力を持つ。武器は両腕の怪力。

合体巨大怪人獣 サソリガドラス
仮面ライダー1号とウルトラマンの必殺技をそれぞれ受け、絶体絶命の危機に陥ったガドラスと毒サソリ男が、互いのエネルギーを共鳴させ、力を吸収し合って変貌することで誕生した合体獣。武器は両手の鋏と、頭部にある巨大な角から発射する電撃状のビーム、サソリの尻尾の先の突起。また、腹部を展開させると、ウルトラマンのスペシウム光線を吸い取るエネルギー吸収口を備えている。ウルトラマンを圧倒して優勢に立つが、巨大化した仮面ライダーの加勢により、2対1の戦いとなる。大激戦の末、ライダーパンチで角、八つ裂き光輪で尻尾をやられ、最後はスペシウム光線とライダーキックの同時攻撃を受けて爆死する。

## スタッフ
- 製作：渡邊亮徳、円谷皐
- 仮面ライダーシリーズ原作：石ノ森章太郎
- ウルトラシリーズ原著作：円谷プロダクション
- 企画：村上克司、吉川進、円谷一夫、加藤昇
- 構成：池田憲章、秋廣泰生、赤星政尚、新藤義親
- 撮影監督：瀬尾脩
- 音響監督：太田克己
- 編集監督：こんのはるひと
- 音楽：東海林修
- 音楽プロデューサー：木村英俊（フォルテミュージックエンタテインメント）、玉川静（円谷音楽出版）
- 特撮監修：矢島信男、高野宏一
- 監督：佛田洋
- アクション監督：村上潤（ジャパンアクションクラブ）
- ストーリー構成：尾上克郎
- ストーリーボード：佛田洋
- 怪獣デザイン：山口修
- 造型：レインボー造型企画、開米プロダクション
- 撮影：高橋政千、林雅彦、鈴木慎二
- 照明：林方谷、水野貴、保坂芳美
- 操演：鈴木昶、尾上克郎、穂坂靖
- 美術：三池敏夫、木植健次、原口ゆう
- キャラクターコーディネート：森永祥也（円谷プロ）、丸山浩（円谷プロ）
- 制作進行：後藤田伸幸
- コンピューターグラフィックス：松本肇
- 光学合成：映画工房
- 編集：菅野順吉
- ネガ編集：長田直樹
- 現像：東映化学
- 協力：東映東京撮影所
- メインタイトル：篠原保
- 選曲：宮葉勝行
- プロデューサー：久保聡（バンダイビジュアル）、日笠淳・髙寺成紀（東映）、笈田雅人（円谷プロ）
- プロデューサー補：白倉伸一郎・武部直美（東映）、大屋光子（円谷プロ）、小佐野聡（石森プロ）
- 演出：雨宮慶太
- 企画協力：バンダイビジュアル株式会社
- 製作：東映株式会社、株式会社円谷プロダクション、東映ビデオ株式会社

## キャスト
- 出演：石ノ森章太郎、円谷皐、森次晃嗣、宮内洋、満田かずほ、折田至
- ナレーション：浦野光、中江真司
- ウルトラマン[6]：菊地寿幸、黒部進（声）
- 仮面ライダー：前田浩、藤岡弘（声）
- 怪獣・怪人（毒サソリ男[7]、ガドラス[7]、サソリガドラス[7]）：宮崎剛
- サイクロンスタント：武士レーシングチーム
- 出演（子役）：寺澤直純、長谷部五人、千葉良太、朴悠、蓮池貴人、村越正輝
- ウルトラマン（代役）[6]：福沢博文[注釈 3]

## 主題歌
主題歌「戦うために生まれた戦士」
作詞：高田ひろお / 作曲：小林亜星 / 編曲：鈴木武生 / 歌：影山ヒロノブ
挿入歌「ヒーローはひとりじゃない」
作詞：前田耕一郎 / 作曲：田中公平 / 編曲：鈴木武生 / 歌：影山ヒロノブ

## 映像ソフト化
- VHS（セル・レンタル共通）とLD（セルのみ）がリリースされている[2]。
- 2011年6月24日にDVD化が発表され[8]、10月26日に、バンダイビジュアルからBDとDVDが発売されている[2]。BDの特典には、再編集した「ウルトラマン編」と「仮面ライダー編」のDVDが同梱されている[2]。上記のビデオ版と異なり、本編は一部の映像がカットされているが、BD特典のDVDでは一部が新規の映像に差し替えられている[2]。

## 備考
- 『仮面ライダー』と同じく石ノ森章太郎原作で、本作品のリリースと同じ1993年に放送された『有言実行三姉妹シュシュトリアン』第40話「ウルトラマンに逢いたい」では、円谷プロ作品のキャラクターであるウルトラマンやウルトラ怪獣、快獣ブースカらが登場。また、ハヤタ役の黒部進も重要な役割で出演している。これは同番組のファンだった当時円谷プロ営業部長の円谷一夫の協力によって実現したものである[5]。
- ニコニコ生放送における白倉伸一郎と井上敏樹との対談によると[要文献特定詳細情報]、2016年には『ウルトラマンvs仮面ライダー』の第2弾の企画を円谷プロに持ち込んだものの、門前払いを喰らっている。